# 维州 (唐朝)
维州，中国古代的州。
唐朝武德七年（624年）置，治所在薛城县（今四川省理县东北），并置金川县和定廉县二县。辖境相当今四川省理县部分地区。贞观元年（627年），以羌叛，州废，县亦省，二年复置。麟德二年（665年），自羁縻州转为正州，仪凤二年（677年），以羌叛，复降为羁縻州，垂拱三年（687年），复为正州。寻弃其地。开元二十八年（740年），以定廉县置奉州。天宝元年（742年）改维川郡。乾元元年（758年）复为维州。广德元年（763年）没吐蕃。大和五年（831年），收复，寻弃其地。大中三年（849年），首领以州内附。下辖三县：薛城县、通化县、归化县。地入吐蕃后，改无忧城。
北宋景德三年（1006年），改威州。
维州刺史
- 安朏汗（贞观初年）
- 安附国（永徽年间—总章年间）
- 董弁（671年）
- 焦淑（727年）
- 郑藏林（775年）
- 虞藏俭（831年）
- 李光（878年）
- 裴昶（乾宁、光化年间）